# Dosimetro di Fricke
Il dosimetro di Fricke fa parte della famiglia dei dosimetri chimici. Esso è costituito da una soluzione acquosa di solfato ferroso e acido solforico ad elevata purezza, racchiuso in un contenitore tale da non alterare il campo di radiazione all'interno dello stesso.

## Composizione
Nello specifico, la soluzione è composta da:
{\displaystyle {\ce {FeSO4}}} 1 mol/m3
{\displaystyle {\ce {H2SO4}}} 400 mol/m3
{\displaystyle {\ce {NaCl}}} 1 mol/m3, che ha lo scopo di minimizzare gli effetti dovuti alle impurità da composti organici.
Si richiede alla soluzione elevata purezza, poiché le eventuali impurità altererebbero i bilanci delle reazioni chimiche. Al passaggio di radiazione ionizzante nella soluzione si ha la formazione di radicali liberi che, interagendo con gli ioni ferrosi disciolti nell'acqua, danno luogo alla formazione di ioni ferrici {\displaystyle {\ce {Fe^{3+}}}}.

## Misura della dose assorbita
Definito il rendimento chimico della radiazione ionizzante come il rapporto tra quantità di sostanza prodotta, distrutta o modificata dalla radiazione e l'energia media depositata nella massa del dosimetro, la dose assorbita risulta essere:
{\displaystyle D={\frac {\Delta C}{\rho G(\mathrm {Fe^{3+}} )}}}
dove {\displaystyle G(\mathrm {Fe^{3+}} )} è il rendimento chimico relativo agli ioni ferrici e {\displaystyle \Delta C} la variazione di concentrazione di tale specie chimica.
La bassa sensibilità della soluzione permette misure di dose non inferiori ai 40 Gy. Per fotoni di energia di interesse in radioterapia, la dose misurata nella soluzione di Fricke è, con ottima approssimazione, uguale a quella che si misurerebbe in acqua.

## Dosimetri a gel basati sulla soluzione di Fricke
È utile, specie nelle applicazioni di radioterapia, inserire questa soluzione all'interno di un gel, poiché gli ioni all'interno del gel si muovono più lentamente che in acqua, dando quindi la possibilità di leggere la distribuzione di dose in un volume tridimensionale, caratteristica utile ai fini della definizione dei piani di trattamento. Inoltre, il dosimetro a gel permette misure di dose molto più basse della semplice soluzione, avendo una maggiore sensibilità.

## Lettura del dosimetro di Fricke
La lettura può avvenire in diversi modi, tra i quali si richiamano:
- Spettrofotometria. La formazione degli ioni ferrici altera l'assorbanza della soluzione, per cui, nota la variazione dell'assorbanza della soluzione {\displaystyle \Delta A}, il coefficiente di assorbimento molare {\displaystyle \varepsilon } e il cammino ottico {\displaystyle \ell }, si ricava {\displaystyle D={\frac {\Delta A}{\rho \varepsilon \ell G(\mathrm {Fe^{3+}} )}}}
- Risonanza Magnetica Nucleare. La formazione degli ioni ferrici altera i tempi di rilassamento della soluzione, dalla cui misura si può ricavare la dose assorbita.